# لویتنباخ (بادن-وورتمبرگ)
لویتنباخ (به آلمانی: Leutenbach) یک شهر در آلمان است که در رمس-مور واقع شده‌است. لویتنباخ ۱۰٬۷۵۶ نفر جمعیت دارد.